# ولیکی کرلجنی
ولیکی کرلجنی (به لاتین: Veliki Crljeni}} یک منطقهٔ مسکونی در صربستان است که در بلگراد واقع شده‌است.

## خصوصیات
ولیکی کرلجنی ۴٬۵۸۰ نفر جمعیت دارد.